# Handheld PC

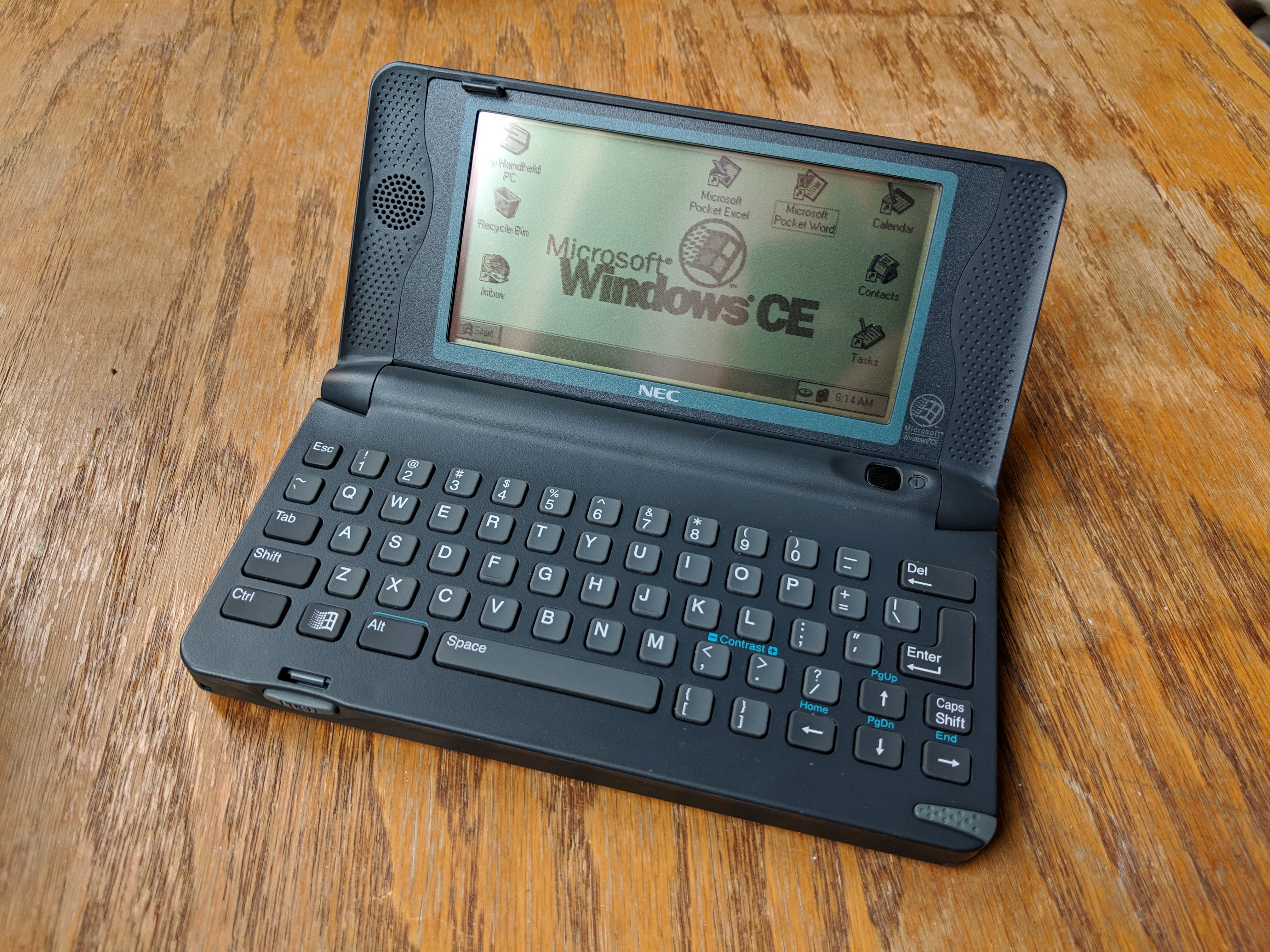
Handheld PC NEC se systémem Windows CE 1.0

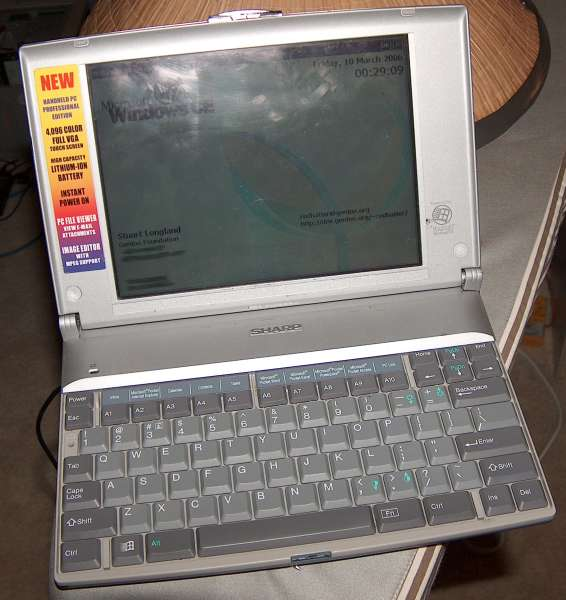
Sharp Mobilon PRO PV5000A, kapesní počítač se systémem Windows CE 2.11 vydaný v roce 1998

Ruční osobní počítač (handheld PC) je miniaturní počítač obvykle ve véčkovém provedení. Je výrazně menší než jakýkoli standardní přenosný počítač, ale je založen na stejných principech. Někdy je označován jako „palmtop computer“, nezaměňovat s Palmtop PC, což byl název používaný hlavně společností Hewlett-Packard.
Většina kapesních počítačů používá operační systém speciálně navržený pro mobilní použití. Ultrakompaktní notebooky schopné provozovat běžné stolní operační systémy kompatibilní s x86 jsou obvykle klasifikovány jako subnotebooky. Prvním ručním zařízením kompatibilním se stolními osobními počítači té doby bylo Atari Portfolio z roku 1989. Jiné rané modely byly Poqet PC z roku 1989 a Hewlett Packard HP 95LX z roku 1991, které provozovaly operační systém MS-DOS. Existovaly i jiné ruční počítače kompatibilní s DOS. Po roce 2000 se kapesní počítačový segment prakticky zastavil a byl nahrazen jinými formami, ačkoli pozdější komunikátory jako Nokia E90 lze považovat za stejnou třídu.
Název Handheld PC používal Microsoft od roku 1996 zhruba do roku 2000 k popisu kategorie malých počítačů s klávesnicí a operačním systémem Windows CE.

## Handheld PC jako standard Microsoftu
Handheld PC (s velkým „H“) nebo zkráceně H/PC byl oficiální název hardwarového designu pro zařízení personal digital assistant (PDA) se systémem Windows CE. Záměrem Windows CE bylo poskytnout prostředí pro aplikace kompatibilní s operačním systémem Microsoft Windows na procesorech lépe přizpůsobených provozu s v přenosných zařízeních s nízkým výkonem. Poskytuje například kalendář schůzek obvyklý pro jakékoli PDA.
Společnost Microsoft si dala pozor na používání výrazu „PDA“ pro kapesní počítače. Místo toho to prodávalo jako „počítačový společník" (ang. "PC companion").
Aby bylo zařízení klasifikováno jako Handheld PC s Windows CE, musí:
- na něm běžet operační systém Windows CE,
- být dodáván se sadou aplikací, kterou lze nalézt pouze ve vydání OEM Platform, a nikoli v samotném Windows CE,
- používat ROM,
- mít obrazovku podporující rozlišení alespoň 480 × 240,
- mít klávesnici (kromě modelů tabletů),
- mít slot PCMCIA,
- mít infračervený (IrDA) port,
- poskytovat kabelové sériové připojení nebo připojení USB (Universal Serial Bus).

Šířky prvních displejů HP byly o více než třetinu větší než specifikace společnosti Microsoft. I konkurence je brzy následovala. Příklady zařízení Handheld PC jsou NEC MobilePro 900c, HP 320LX, Sharp Telios, HP Jornada 720, IBM WorkPad Z50 a Vadem Clio. Zahrnuty jsou také tabletové počítače, jako je Fujitsu PenCentra 130, a dokonce i komunikátory jako pozdejší Samsung NEXiO S150.
V roce 1998 společnost Microsoft vydala počítač velikosti Palm, který má menší velikost obrazovky a ve srovnání s kapesním počítačem postrádá klávesnici. V roce 2000 se z počítače velikosti Palm stal standard Pocket PC.
Vzhledem k omezenému úspěchu Handheld PC se společnost Microsoft více zaměřila na Pocket PC bez klávesnice. V září 2000 byl oznámen aktualizovaný Handheld PC 2000, na kterém běží Windows CE 3.0. Zájem o celkový koncept handheld PC vyprchal a počátkem roku 2002 již na tomto formátu Microsoft nepracoval, přičemž jeho podpora byla zrušena ve verzi Windows CE 4.0. Společnosti HP a Sharp v roce 2002 ukončily prodej svých počítačů Windows CE H/PC, zatímco společnost NEC opustila trh až v roce 2005. Někteří výrobci však formát opustili ještě dříve než Microsoft. Například Philips nebo Casio.